# Pancalia amurella
Pancalia amurella är en fjärilsart som beskrevs av Reinhardt Gaedike 1967. Pancalia amurella ingår i släktet Pancalia och familjen fransmalar. Inga underarter finns listade i Catalogue of Life.